# エドワード・アーノルド
エドワード・アーノルド（Edward Arnold、1890年2月18日 - 1956年4月26日）は、アメリカ合衆国の俳優。本名ガンサー・エドワード・アーノルド・シュナイダー（Gunther Edward Arnold Schneider）。
ドイツ移民カール・シュナイダーとエリザベス・オーセの息子として、ニューヨークのロウアー・イースト・サイドで生まれる。

## 経歴
若い頃から演劇に興味を持ち、12歳に『ヴェニスの商人』のローレンツォ役で初舞台を踏む。1907年に映画俳優としてデビュー。エキストラとしてEssanay StudiosとWorld Studiosで仕事を掛け持っていたが、1916年の『The Misleading Lady』で主要キャストに名を連ねるようになった。
1919年、舞台復帰のためにしばらく一切の映画出演をとりやめる。1932年のトーキーデビュー『Okay America!』で映画に復帰し、舞台で演じた役のうちの1つを映画『Whistling in the Dark』（1933年）でも再演した。1935年の映画『ダイヤモンド・ジム（Diamond Jim）』でスターダムに駆け上がる。1940年の映画『Lillian Russell』でダイアモンド・ジム・ブレーディーの役を再演。
アーノルドは150本以上の映画に出演した。映画館の資料によれば、1938年にはジョーン・クロフォード、グレタ・ガルボ、マレーネ・ディートリヒ、メイ・ウエスト、フレッド・アステアとキャサリン・ヘプバーンと共に「ボックスオフィス・ポイズン（興行的に失敗する作品の俳優たち）」と名指しされたが、彼の仕事は減らなかった。体型維持をしながら主演男優の役を続けるより、性格俳優を目指した。自身は「常により大きくより良い役を」と述べており、同時期に複数の映画に出演することも珍しくないほどの人気を獲得していた。
低音のバリトン声と鋭い青い目を特徴とし、特に悪役や権力者を演ずることに長けていた。中でも『大自然の凱歌』（1936年）、『Sutter's Gold』（1936年）、『The Toast of New York』（1937年）、『我が家の楽園』（1938年）、『スミス都へ行く』（1939年）、『悪魔の金』（1941年）での演技は有名である。
レックス・スタウトが創作した名探偵ネロ・ウルフを初めて演じた俳優であり、シリーズ最初の小説『毒蛇』（1934年）に基づいた『完全犯罪』（1936年）で主演。また、ベイナード・ケンドリックの小説に基づく『Eyes in the Night』（1942年）、『隠れた眼』（1945年）の2つの映画で盲目の刑事ダンカン・マクレーンを演じた。
1947年 - 1953年には、ABCのラジオ番組『Mr. President』で主演。1950年代にはテレビドラマにも進出し、オリジナル版といえる『十二人の怒れる男』（1954年）などに出演した。
映画監督フランク・キャプラは、アーノルドをお気に入りの俳優の1人にあげており、実際に彼とは3つの映画で携わった。
1940年 - 1942年には、映画俳優組合の代表を務めた。また、1940年には自叙伝『Lorenzo Goes to Hollywood』が出版された。
1956年、ロサンゼルスのエンシノの自宅で脳出血のため死去。サンフェルナンドミッション墓地に埋葬された。ハリウッド大通り6225番地にあるハリウッド・ウォーク・オブ・フェームには、アーノルドの星が埋め込まれている。

## 政治活動
1940年代初頭、アーノルドは共和党の政治活動に関与し、米国上院議員の共和党候補として有力視されていた。しかし、市会議員選挙に僅差で負けたことで、俳優が官公庁へ向かうことはおそらく適していなかったのだろうと発言している。確固たる保守党員である彼は後に、下院非米活動委員会から俳優を保護しようとしている間、ハリウッドで主張を展開していた共産党に対し、強硬な反対姿勢をとった。また彼はthe I Am An American Foundationの共同創設者でもあった。

## プライベート
ハリエット・マーシャル（1917年 - 1927年）との間にエリザベス、ジェーン、ウィリアム（エドワード・アーノルドJrとして短い映画経歴あり）の3人の子供をもうけている。
ハリエットと離婚後も、オリーブ・エマーソン（1929年 - 1948年）、クリーオ・マクレーン（彼が亡くなる1951年まで）とも結婚し、計3回結婚していた。

## 主な活動

### 映画
| - The Misleading Lady (1916年) - The White Alley (1916年) - The Strange Case of Mary Page (1916年) - The Primitive Strain (1916年) - Vultures of Society (1916年) - The Despoiler (1916年) - I Will Repay (1916年) - The Last Adventure (1916年) - The Danger Line (1916年) - A Return to Youth and Trouble (1916年) - A Traitor to Art (1916年) - The Higher Destiny (1916年) - The Greater Obligation (1916年) - The Return of Eve (1916年) - Marooned (1916年) - The Heart of Virginia Keep (1916年) - His Moral Code (1916年) - The Border Line (1916年) - Is Marriage Sacred? (1916年) - The Lighted Lamp (1917年) - Pass the Hash, Ann (1917年) - Be My Best Man (1917年) - The Slacker's Heart (1917年) - Phil-for-Short (1919年) - A Broadway Saint (1919年) - The Cost (1920年) - 殴られる彼奴 (1924年:He Who Gets Slapped) - Murder in the Pullman (1932年) - Free to Talk (1932年) - O・Kアメリカ (1932年:Okay America!) - 歩道の三人女 (1932年:Three on a Match) - 戦慄街 (1932年:Afraid to Talk ) - 仮面の米国 (1932年:I Am a Fugitive from a Chain Gang ) - 怪僧ラスプーチン (1933年:Rasputin and the Empress ) - 闇の口笛 (1933年:Whistling in the Dark ) - ホワイト・シスター (1933年:The White Sister ) - カイロの一夜 (1933年:The Barbarian ) - 男の一頁 (1933年:The Life of Jimmy Dolan ) - ジェニイの一生 (1933年:Jennie Gerhardt ) - 青い部屋 (1933年:Secret of the Blue Room ) - 彼女の用心棒 (1933年:Her Bodyguard ) - 妾は天使ぢゃない (1933年:I'm No Angel ) - 我輩はカモである (1933年:Duck Soup ) - 羅馬太平記 (1933年:Roman Scandals ) - Madame Spy (1934年) - Unknown Blonde (1934年) - 蛍の光/駒鳥の唄 (1934年:Sadie McKee) - 三日姫君 (1934年:Thirty Day Princess) - 愛の隠れ家 (1934年:Hide-Out ) - 百万ドル身代金/地下街 (1934年:Million Dollar Ransom ) - Wednesday's Child (1934年) - The President Vanishes (1934年) - Biography of a Bachelor Girl (1935年) - Cardinal Richelieu (1935年) - ガラスの鍵 (1935年:The Glass Key ) - ダイヤモンド・ジム/ダイヤモンド (1935年:Diamond Jim ) - 不在証明なき殺人 (1935年:Remember Last Night? ) - 罪と罰 (1935年:Crime And Punishment ) - 黄金 (1936年:Sutter's Gold ) - 完全犯罪 (1936年:Meet Nero Wolfe ) - 大自然の凱歌 (1936年:Come and Get It ) | - John Meade's Woman (1937年) - 街は春風/女は得です (1937年:Easy Living ) - 富豪一代 (1937年:The Toast of New York ) - 大都会の谷間 (1937年:Blossoms on Broadway ) - 群衆は叫ぶ (1938年:The Crowd Roars) - 我が家の楽園 (1938年:You Can't Take It with You ) - Idiot's Delight (1939年) - Let Freedom Ring (1939年) - Man About Town (1939年) - スミス都へ行く (1939年:Mr. Smith Goes to Washington ) - The Earl of Chicago (1940年) - 狂った栄光 (1940年:Slightly Honorable ) - Johnny Apollo (1940年) - Lillian Russell (1940年) - The Penalty (1941年) - The Lady from Cheyenne (1941年) - 群衆 (1941年:Meet John Doe ) - Nothing But the Truth (1941年) - 悪魔の金 (1941年:The Devil and Daniel Webster ) - Unholy Partners (1941年) - Design for Scandal (1941年) - Inflation (1942年) - Johnny Eager (1942年) - The War Against Mrs. Hadley (1942年) - Eyes in the Night (1942年) - The Youngest Profession (1943年) - Standing Room Only (1944年) - Janie (1944年) - キスメット (1944年:Kismet ) - パーキントン夫人 (1944年:Mrs. Parkington ) - Main Street After Dark (1945年) - 隠れた眼 (1945年:The Hidden Eye ) - Week-End at the Waldorf (1945年) - ジーグフェルド・フォリーズ (1946年:Ziegfeld Follies ) - ジェニーの結婚 (1946:Janie Gets Married ) - 夢みる少女 (1946年:Three Wise Fools ) - 恋愛放送 (1946年:No Leave, No Love ) - The Mighty McGurk (1947年) - 不思議な少年 (1947年:My Brother Talks to Horses ) - 恋文騒動 (1947年:Dear Ruth) - 自信売ります (1947年:The Hucksters ) - Three Daring Daughters (1948年) - Big City (1948年) - Wallflower (1948年) - 戦略爆撃指令 (1948年:Command Decision ) - 恋の乱戦 (1949年:John Loves Mary ) - 私を野球につれてって (1949年:Take Me Out to the Ballgame ) - Big Jack (1949年) - Dear Wife (1949年) - スケルトンの運ちゃん武勇伝 (1950年:The Yellow Cab Man ) - アニーよ銃をとれ (1950年:Annie Get Your Gun ) - The Skipper Surprised His Wife (1950年) - Dear Brat (1951年) - 続 一ダースなら安くなる (1952年:Belles on Their Toes ) - 眠りなき街 (1953年:City That Never Sleeps ) - 底抜けニューヨークの休日 (1954年:Living It Up ) - Man of Conflict (1954年) - The Houston Story (1956年) - 恋は巴里で (1956年:The Ambassador's Daughter ) - Miami Expose (1956年) |

### テレビ
- Pulitzer Prize Playhouse - Our Town (1950年)
- Hollywood Opening Night - Thirty Days (1952年)
- Lux Video Theatre - Something to Celebrate (1952年)
- Schlitz Playhouse of Stars - Lost and Found (1953年)
- General Electric Theater - Walking John Stopped Here (1954年)
- 十二人の怒れる男 (1954年:Westinghouse Studio One - Twelve Angry Men)
- Hallmark Hall of Fame - Story of Paul Harris and the Founding of Rotary International (1955年)
- Climax! - Deal a Blow /South of the Sun (1955年)
- エディ・カンター・ショー (1955年:The Eddie Cantor Comedy Theater -And Now from the Audience )
- The Ford Television Theatre - Twelve to Eternity /The Tryst /Ever Since the Day /Junior (1952年-1955年)
- Kraft Television Theatre - The Last Showdown (1956年)
- Celebrity Playhouse - Faith (1956年)
- Ethel Barrymore Theater - The Victim (1956年)
- Strange Stories (1956年)